# Свобода (Залегощенский район)
Свобо́да — посёлок в Залегощенском районе Орловской области России. Входит в состав Ломовского сельского поселения.

## География
Посёлок находится в центральной части Орловской области, в лесостепной зоне, в пределах центральной части Среднерусской возвышенности, к западу от реки Дернов Колодец, на расстоянии примерно 12 км (по прямой) к западу-юго-западу (WSW) от посёлка городского типа Залегощь, административного центра района. Абсолютная высота — 222 м над уровнем моря.
Часовой пояс
Посёлок Свобода, как и вся Орловская область, находится в часовой зоне МСК (московское время). Смещение применяемого времени относительно UTC составляет +3:00.

## Население
| 2010 |
| ---- |
| 1    |

Половой состав
По данным Всероссийской переписи населения 2010 года, в гендерной структуре населения женщины составляли 100 %.
Национальный состав
Согласно результатам переписи 2002 года в деревне проживал один житель русской национальности.